# Ekkehard Dörschlag
Ekkehard Dörschlag (* 1963) ist ein österreichischer Physiotherapeut, Skibergsteiger, Radrennfahrer und gilt als einer der erfolgreichsten Mountainbiker Österreichs. Er zeichnet sich vor allem durch seine Vielseitigkeit aus und tritt regelmäßig zu Extremsportveranstaltungen an.

## Sportliche Karriere
Dörschlag begann 1980, Rennradfahren als Leistungssport zu betreiben und verzeichnete diverse Titel. So wurde er beispielsweise neun Mal Salzburger Landesmeister auf der Straße. Zwischen 1986 und 1989 gewann er vier Austragungen des Ötztaler Radmarathons in Serie und ist damit bis heute (Januar 2024) Rekordsieger dieses Rennens. Zwischen 1990 und 2001 fuhr er professionell Mountainbike. In dieser Zeit konnte er sich unter anderem vier Mal die österreichische Staatsmeisterschaft und ebenso viele Siege bei der Top Six-Mountainbike-Marathonserie sichern.

### Rekorde
Am 4. März 2007 stellte Dörschlag im Zuge des Tourenski-Marathons in Bad Gastein einen neuen Weltrekord auf. Innerhalb von 24 Stunden konnte er 34 Runden (à 508 Höhenmeter) auf dem Graukogel und somit 17.476 Höhenmeter zurücklegen. Die Strecke führte jeweils von der Mittelstation des Graukogel-Sesselliftes hinauf zur Bergstation. Die offizielle Bestätigung des Rekordes durch die Guinness World Records Limited erfolgte am 11. Dezember gleichen Jahres:
„The greatest distance skied uphill using climbing skins in 24 hours is 17,476 m (57,336 ft) and was achieved by Ekkehard Doerschlag (Austria) in Bad Gastein, Austria on 3-4 March 2007.“
Die Bestmarke wurde jedoch bereits 2008 von Franz Pötzelsberger gebrochen. Am 8. März 2009 holte sich Dörschlag den Rekord zurück, als es ihm gelang, 36 Runden (18.288 Höhenmeter) zu absolvieren.
Bei einer ähnlichen Veranstaltung – einem Zwölf-Stunden-Wettbewerb auf den Hahnbaum bei Sankt Johann im Pongau – stellte er einen neuen Rennrekord auf, indem er binnen zwölf Stunden beinahe 22 Mal den Aufstieg (510 Höhenmeter) bewältigte und dabei 11.010 Höhenmeter zurücklegte.

### Palmarès (Auswahl)
1986
- Ötztaler Radmarathon

1987
- Ötztaler Radmarathon

1988
- Ötztaler Radmarathon

1989
- Ötztaler Radmarathon
- Dolomitenmann (als Teil einer Viererstaffel – Mountainbiker)

1994
- Dolomitenmann (als Teil einer Viererstaffel – Mountainbiker)

2006
- Bike Transalp – Kategorie Master

2007
- Bike Transalp – Kategorie Master

2008
- Bike Transalp – Kategorie Master

2009
- Bike Transalp – Kategorie Master

## Leben und berufliche Laufbahn
Im Jahr 1982 legte Dörschlag an der HBLA Ursprung in Salzburg seine Matura ab. Bis 1991 war er im Textilhandel tätig. Es folgte ein Studium an der Salzburger Akademie für Physiotherapie, das er 1995 mit Diplom beendete. Seit 1999 betreibt er eine eigene Praxis in Sankt Johann im Pongau. Dörschlag und seine Ehefrau Anita – das Paar heiratete 1992 – haben zwei gemeinsame Kinder.